# San Raffaele Basket
L'Unione Sportiva San Raffaele Basket è da oltre 40 anni la principale società di pallacanestro femminile di Roma.
Ha giocato per 12 anni in Serie A2 e due in Serie A1. Nella stagione 2015-2016 ha disputato il campionato di Serie B.

## Storia
La San Raffaele, trasferitasi da Roma a Marino, nel 2005-06 è stata promossa in Serie A1 al termine dei play-off. Al termine della stagione la squadra si è trasferita nuovamente da Marino a Roma. All'esordio nella massima serie 2006-07, si è salvata ai play-out.
Nel 2007 la San Raffaele Roma si è fusa con la Fortitudo Pomezia, trasferendosi dalla capitale a Pomezia. Nel 2007-08 si è salvata ai play-out, perdendo contro l'Italmoka Pozzuoli e vincendo sulla Gescom Viterbo. Il 17 luglio 2008 la società comunica di aver lasciato il posto in Serie A1 alla stessa Virtus Viterbo e di voler ripartire dalla Serie B d'Eccellenza con la Polisportiva Città Futura.
Nell'estate 2009 un accordo con la Virtus Viterbo consente alla squadra, composta da sole giocatrici italiane con un'età media di diciotto anni, di disputare il campionato nazionale di A2 con la denominazione della squadra della tuscia, raggiungendo l'obiettivo della salvezza con la squadra più giovane di tutto il campionato.
Nella stagione sportiva 2015/2016, allenata da Gabriele Diotallevi, raggiunge le semifinali regionali del campionato di Serie B laziale.
Nel 2016-2017 vince i play-off di Serie B ed approda in Serie A2.